# ピーター・ウィレム・ボータ
ピーター・ウィレム・ボータ（アフリカーンス語: Pieter Willem Botha [ˈpitər ˈvələm ˈbuəta]、1916年1月12日 – 2006年10月31日）は、南アフリカ共和国の政治家。南アフリカ共和国首相（在任:1978年 - 1984年）、大統領（在任:1984年 - 1989年）を歴任した。アパルトヘイト（人種隔離政策）の完全撤廃を求める国際世論に対して抵抗し、その権威主義的な姿勢から独裁者とも批判された。通称はPWまたは、アフリカーンス語で「大ワニ」を意味する「Die Groot Krokodil」。1943年に結婚したエリザ夫人との間に2人の息子、3人の娘がいる。

## 生い立ち
オレンジ自由州のボーア人（アフリカーナー）の両親の下に生まれる。実父はボーア戦争に軍人として参画した経歴を持つ。グレイ・ユニバーシティ・カレッジ（現・フリーステイト大学）で法律を学ぶ。20歳の時にカレッジを中途退学し、ケープ州の国民党組織で働き始め、1946年にはアパルトヘイト政策を提言することになるサウアー委員会の一員となる。
第二次世界大戦中、ボータは、他の多くのアフリカーナーのナショナリストと同じようにナチス・ドイツに共感を寄せ、ブルームフォンテーンの極右団体である牛車の番人に入党する。しかし、独ソ戦でドイツは劣勢となるや牛車の番人を非難して脱退した。

## 政治的経歴
1948年、国民党から国会議員に立候補し当選する（地盤はケープ州東部）。この選挙で国民党を中心とするダニエル・フランソワ・マラン四党連立政権は、アパルトヘイト政策を本格的に推進することとなる。1958年に発足したヘンドリック・フルウールト政権では副内相に就任。
1966年、バルタザール・フォルスター内閣で国防相に就任する。ボータは同年に始まる南アフリカ国境戦争を担当し、国際連合の経済制裁（武器禁輸）下においても対外戦争に耐えうるようにアームスコールやアトラス・エアクラフトなど強力な自国の軍需産業を構築したことで当時の南アフリカ防衛軍は他のアフリカ諸国よりも戦力が充実した軍隊となった。また、ボータは掛かり付け医のウォーター・バッソンに生物兵器・化学兵器の開発を行わせ、さらに核開発計画も推し進め、南アフリカを核保有国にさせることに成功した。
1970年にエスタド・ノヴォ体制のポルトガルや同じ白人政権のローデシアとの非公式な軍事同盟であるアルコラ演習をプレトリアで発足させ、アンゴラ独立戦争やモザンビーク独立戦争で連携するも1974年にポルトガルでカーネーション革命が起きてこの同盟関係は崩壊した。
1975年には秘密裡の軍事協力であるイスラエル・南アフリカ協定を締結して当時イスラエルの防衛大臣だったシモン・ペレスに3つの核弾頭らしき武器の提供をボータは要請した。また、イスラエルから導入したエリコを基に弾道ミサイルのRSAシリーズも開発した。
1975年からボータはアンゴラ解放人民運動（MPLA）を支援するソビエト連邦やキューバに対抗してアンゴラ内戦に直接介入する方針を決定し、サバンナ作戦ではアンゴラに武力侵攻を行い、MPLAと対立したアンゴラ民族解放戦線（FNLA）やアンゴラ全面独立民族同盟（UNITA）に属したアンゴラの黒人も引き入れて第32大隊や南西アフリカ警察対不正規戦部隊を組織した。特にボータに象牙のAK-47も贈る仲だったUNITAのジョナス・サヴィンビ議長と親交を結び、南アフリカ軍がUNITAを支援する軍事作戦を連続して実行したクイト・クアナヴァレの戦いは第二次世界大戦以来のアフリカ大陸での大規模な戦闘の1つとされた。
1978年9月、フォルスターが辞任し、議会によって後継首相に選出された。ボータは前任のフォルスターよりも政治家としてはプラグマティストであり、ホームランドの自治を積極的に推し進めた。ボータの後任の国防相となったマグナス・マランとともにインカタ自由党を支援して黒人勢力を分裂させることで分割統治も図ったとされる。
1984年、大統領に就任し、立法・行政の両権を白人（定数：178人、内任命議席が12）、カラード（定数：85人）、インド系（定数：45人）に分与して白人単独の支配体制から「三人種体制」に移行（人種別三院制議会）、憲法改正により首相職を廃止して大統領の権限を強化した。1985年にはアパルトヘイト政策を成す、雑婚禁止法、背徳法の廃止に踏み切るものの、同政策の基幹3法（原住民土地法、集団地域法等）の撤廃に関しては断固拒否した。1987年の総選挙では123議席を獲得し（任命議席を併せ133）支配体制を強化した。これらの改革は次第に国民党の穏健派から反発される一方で、ボータの実利的な政策を批判するアンドリース・トリューニヒトら国民党の保守派も1982年に国民党を離党して保守党を結成することになる。
1986年、南アフリカ全土に黒人暴動が拡大すると非常事態を宣言し、軍と南アフリカ警察に取り締まりを命じ、アフリカ民族会議（ANC）はこれに抵抗した。収監中だったANCの指導者ネルソン・マンデラはボータとの会談を要求し、ボータは代理としてコビー・クッツェー法務大臣を3年にわたるマンデラとの交渉に当たらせ、ボータはマンデラとの接触を初めて許可した南アフリカの指導者となった。1988年5月にはクッツェー法相はマンデラとの会談で政治犯の釈放とANCの合法化に同意した。ただし、武装闘争を永久に放棄し、南アフリカ共産党との繋がりを断ち切ることを条件としたため、マンデラは拒否した。
1988年にはキューバ軍のアンゴラ撤退とナミビア（南アフリカ領南西アフリカ）の独立承認を交換条件とする停戦に合意してアンゴラから南アフリカ軍を引き上げた。
1989年7月、ケープタウンで初めてマンデラと対面し、直接交渉を開始した。翌8月に大統領を辞任し、後継者はF・W・デクラークとなった。アパルトヘイト体制崩壊後に発足した真実和解委員会（TRC）での証言は最後まで拒否し続け、人種差別的な自らの持論を改めることはなかった。ボータが大統領を務めた時代のアパルトヘイト体制は歴代政権でも群を抜いて最も残虐だったとされ、マラン国防相が設立した市民協力局やユージーン・デコック警察大佐が指揮する死の部隊のファルークプラスなどが暗躍し、数千の人々が裁判なしに拘留されてボータの許可によって拷問を受けて殺害され、TRCはボータに重大な人権侵害の責任があると認定していた。しかし、マンデラとは政治的な立場を超えて個人的には友好関係を築いていた。
2006年10月31日、西ケープ州の自宅で死去した。90歳。マンデラは「ボータをアパルトヘイトの象徴と多くの人々は思い続けるだろうが、我々は彼が最終的に平和的な和解交渉の道を選んだ決断を記憶している」と追悼した。国葬はボータの遺族に拒否されたが、葬儀には南アフリカの大統領タボ・ムベキも出席した。